# Maria Mergulhão
Maria Mergulhão (Lisboa, 1993) é uma artista plástica e uma ativista do movimento queer.

## Biografia
Natural de Lisboa, Maria Mergulhão nasceu em 1993. Em 2010, com 17 anos, rumou a Londres para estudar Fine Arts, na Goldsmiths da Universidade de Londres. Vivendo sempre no meio artístico, a artista regressou a Portugal em 2016, onde, desde então, reside na zona de Cascais e trabalha no seu estúdio cor-de-rosa em Lisboa.

## Percurso
A artista nasceu e tem vivido sempre num contexto artístico, tendo-se mudado para Portugal em 2016, e onde nos arredores de Lisboa trabalha e escreve no seu estúdio.
Desde 2018, tem-se afirmado no panorama artístico nacional com exposições regulares como, por exemplo, I Drove By You, Hello My _______, e Up Next: It’s Your Life!.
No dia 9 de outubro de 2019, o Centro LGBT da Associação ILGA Portugal convidou a artista a apresentar a sua obra por ocasião da comemoração do Dia Internacional do Coming Out (em português, sair do armário). Na sua essência, este trabalho pretende defender a presença queer – usada para designar quem não segue o modelo heterossexual ou do binarismo de género – no campo pessoal, político, social e económico da sociedade contemporânea. A jovem artista lisboeta, conhecida pelas fortes mensagens que passam através das suas peças, tem uma arte muito própria, pelo que a sua obra é reconhecida por quadros de grandes dimensões, com cores apelativas, sempre acompanhados por slogans. Aqui, o graffiti e o acrílico juntam-se naquela que tem sido a sua forma de comunicação.

## Obra
Conhecida por uma abordagem artística que mescla universos como a pintura, poesia, performance e instalação, a obra da pintora e poetisa Maria Mergulhão cria um manifesto contemporâneo que incita à reflexão, ao exercício ativista e provocador, alicerçado numa narrativa pessoal, emocional e intimista, que se reflete através de um traço simples, direto e honesto.
Maria diz que “É importante sairmos da rotina e acordarmos para viver a vida que queremos de facto viver." Com 25 anos, considera-se uma “confessional artist”. “Sou queer e ativista”. Influenciada por artistas como Klimt, Maria gosta de trabalhar com cores fluorescentes sobre suportes diferentes, sejam em tela, sejam numa banheira, como já aconteceu em exposições anteriores. “Gosto de invadir o espaço como se fossem ervas daninhas de pensamentos, de emoções”, refere à Time Out.
A plasticidade destas peças é familiar por associação a técnicas do grafitti, em contraste com o uso de figuração, pintura abstracta e texto.
"Messages in a bottle", exposição que apresenta uma seleção de pinturas as quais exploram clichés da música pop – frases que ficam no ouvido, e que eventualmente começam a definir uma geração, ou uma época.
A artista, interessa-se particularmente por aquelas frases que definem certos aspectos de feminidade e que contribuem para a integração de frases relacionadas com a emancipação da sexualidade da mulher, no nosso dia-a-dia.
Amor-próprio e amor para com o outro são dois dos grandes temas abordados nas suas obras.
A artista tem exposto em vários locais de Portugal e uma vez no Reino Unido. Das várias exposições destacam-se as seguintes:
- 5 dezembro 2019 – 23 fevereiro 2020, “Messages in a Bottle”, Museu Municipal de Faro, Algarve, Portugal[6][7]
- 9 outubro 2019 – 24 outubro 2019, “Up Next: It’s Your Life!”, Centro LGBT, Lisboa, Portugal
- 9 novembro 2018 – dezembro 2018, “Hello My_______”, Espaço Santa Catarina, Lisboa, Portugal

## Ligações Externas
1. "Fábrica Braço de Prata recebe exposição de Maria Mergulhão”, NIT, 23 Fev 2018. Consultado em 25 Fev 2018 
2. "Exposición en Lisboa, Portugal: Hello my__”, Arteinformado, 9 Nov 2018, Consultado em 12 Nov 2018	
3. "Maria Mergulhão em exposição no centro LGBT, em Lisboa".Revista Máxima. 8 Out 2019. Consultado em 8 Mar 2020 
4. "Hello my _____” Youtube, Adeline a Lisbone, 2019. Consultado em 12 Jan 2021 5. "Confissões pop na tela". Lab, Observador, Dez 2019. Consultado em 8 de março de 2020
5. « "Confissões pop na tela». Lab Observador. Consultado em 8 Mar 2020
6. "Maria Mergulhão - Museu nacional de Faro». Revista Sábado, 5 Dez. 2019. Consultado em 8 de março de 2020
7. "As cores de Maria Mergulhão chegaram ao Algarve”, Máxima, 3 Dez 2019. Consultado em 10 Dez 2019. 
8.  A "exposição activista" de Maria Mergulhão». Time Out Lisboa. Consultado em 8 Mar 2020
9. Maria Mergulhão, "Messages in a Bottle no Museu Municipal de Faro”. UmbigoMagazine. Consultado em 22 de setembro de 2020  
10. "Exposição leva às ruas de Lisboa ‘o outro lado’ do confinamento de 12 artistas”. Público, 6 Abr 2021 
11. "João Lobo participa em Lisboa de exposição coletiva em outdoors durante a Pandemia”, WSCOM, 1 Abr 2021. Consultado em 20 de Abril de 2021
12. "Outdoors 12 artistas”. Artdispersion, Abril 2021. Consultado em 2 de Maio de 2021 
13. "‘Do outro lado’: o olhar de uma dúzia de artistas nos outdoors de Lisboa”. TimeOut 6 Abr 2021. Consultado em 6 de Abril de 2021
14. "Entrevista a Maria Mergulhão, uma artista reflexiva e inclusiva”, Dezanove, 11 Jan 2022. Consultado em 12 de Janeiro de 2022
15. "Sexualidade, género e identidade são temas da nova exposição de Maria Mergulhão”. Diário de Notícias, 14 de Jan 2022. Consultado em 14 de Janeiro de 2022 
16. "‘Oh Baby It’s Raining’. Nova exposição de Maria Mergulhão para ver na Sociedade Nacional das Belas Artes”. SAPO, 21 Jan 2022. Consultado em 22 de Jan 2022 
17. "Tabus e mitos sobre sexualidade e género? Está tudo na exposição de Maria Mergulhão”. NIT, 17 Jan 2022. Consultado em 18 de janeiro de 2022